# 文教科学委員会

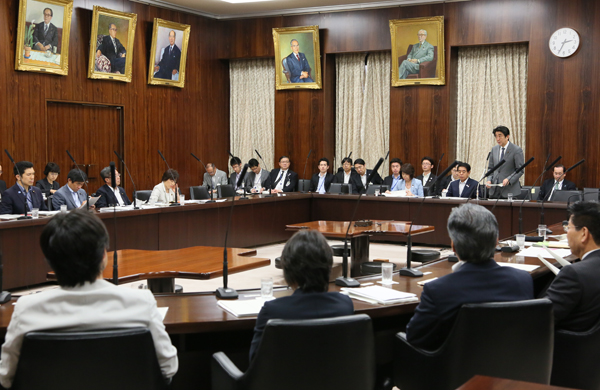
2014年6月、参議院文教科学委員会の様子

文教科学委員会（ぶんきょうかがくいいんかい）は、日本の参議院における常任委員会の一つ。国会法第41条3項6号に規定される。

## 概要
文教科学委員会は参議院のみに置かれる常任委員会である。文教科学委員会が最初に置かれたのは、2001年1月31日に召集された第151回国会である。文教科学委員会は議院規則により所管が定められており、文部科学省所管を対象とする（参議院規則74条2号）。具体的には、教育、文化、スポーツ・学術、科学技術などである。
委員会の委員は、議院において選任される（国会法42条1項）。委員の選任は、すべて議長の指名によって行われる（参議院規則30条1項）。実際には、各議院運営委員会において、各会派の議席数に応じて各委員会の委員の員数も配分され、個別の人事は配分された員数の範囲内で各会派によって行われる。
委員長は、委員の互選（国会法第25条）もしくは議長において指名（参議院規則16条2項）で選任されると定められているが、後者の場合がほとんどである。この場合、事前に各会派間で協議された常任委員長各会派割当てと会派申出の候補者に基づいておこなわれる。なお、委員長に事故があった場合は理事が職務を行うことになっている（参議院規則31条3項）。
理事の選任は委員の互選（参議院規則32条2項）となっているが、第1回国会以来すべて委員長の指名により行われている。理事の員数および各会派割当ては議院運営委員会で決定した基準により、選挙など会派の構成が大きく変わった際に見直される。
2001年1月に実施された中央省庁再編で文部省、科学技術庁が文部科学省に統合されたことを受けて設置された委員会であり、それまでの文教・科学委員会と同じ性格を有し、文教・科学委員会設置以前の文教委員会、科学技術委員会を統合した性格を有す。

## 参議院

### 組織
参議院文教科学委員会の員数は20人である（参議院規則74条）。委員長1名、理事数名が選出または指名される（参議院規則第16条及び31条）。
参議院文教科学委員会の組織
2025年（令和7年）8月1日現在
- 委員長：勝部賢志（立憲民主・社民・無所属）
- 委員
  - 自由民主党：赤松健、石井浩郎、上野通子、臼井正一、見坂茂範、小林孝一郎、末松信介、鈴木大地、橋本聖子
  - 立憲民主・社民・無所属：斎藤嘉隆、水岡俊一、森ゆうこ
  - 国民民主党・新緑風会：伊藤孝恵、堂込麻紀子
  - 公明党：下野六太、平木大作
  - 日本維新の会：金子道仁、中条きよし
  - 参政党：後藤翔太
  - 日本共産党：吉良佳子

### 所管事項
参議院文教科学委員会の所管事項は以下の通り（参議院規則74条）。
1. 文部科学省の所管に属する事項

国政調査案件
1. 教育、文化、スポーツ、学術及び科学技術に関する事項

## 所管国務大臣
委員会が審査又は調査を行うときは、政府に対する委員の質疑は、国務大臣又は内閣官房副長官、副大臣若しくは大臣政務官に対して行う（衆議院規則45条の2、参議院規則42条の2）。どの国務大臣等に対して出席を求めるかは、各議院の委員会において、委員長及び理事の協議で決定される。文教科学委員会において出席を求められる主な国務大臣等は、以下の通り。
文部科学大臣
- 阿部俊子（自由民主党）

文部科学副大臣
- 武部新（自由民主党）
- 野中厚（自由民主党）

文部科学大臣政務官
- 金城泰邦（公明党）
- 赤松健（自由民主党）

内閣府特命担当大臣（科学技術政策担当）
- 城内実（自由民主党）